# Harumi Takahashi
Harumi Takahashi (en japonés: 高橋はるみ, Takahashi Harumi) és una política japonesa nascuda a Toyama, prefectura de Toyama l'any 1954. Fins al 2019 va ser governadora de Hokkaidō des del 2003, sent la primera dona en ocupar el càrrec i qui més temps ha romàs en ell. Més tard en les eleccions a la Cambra de Consellers del Japó de 2019 va obtindre un dels tres escons reservats a Hokkaido, pel PLD.

## Biografia

### Inicis
Harumi Takahashi va nàixer el 6 de gener de 1954 a la ciutat de Toyama, a la prefectura del mateix nom, amb el nom de Haruhi Takatsuji, sent neta del governador de Toyama Takekuni Takatsuhi, en el càrrec des de 1948 fins al 1956, a més de governador d'Osaka accidental l'any 1947. Va cursar els seus estudis bàsics a Toyama. El 1976 Takahashi aprova l'examen d'oposició a alt funcionari d'hisenda mentres encara estudiava a la facultat d'economia de la Universitat Hitotsubashi de Tòquio. En graduar-se el mateix any va començar a treballar pel ministeri de comerç internacional i indústria.

### Governadora (2003-2019)
El 2003 es presenta a les eleccions a governador de Hokkaido amb l'auspici de l'aleshores ministre i fill de l'ex-governador Kingo Machimura, Nobutaka Machimura. Takahashi, tot i presentar-se com a candidat independent, té el suport i la recomanació del Partit Liberal Demòcrata, Nou Partit Conservador i Kōmeitō. Takahashi derrotà als candidats de l'oposició i fou nomenada sisena governadora de Hokkaido, sent la primera dona en ocupar el càrrec a Hokkaido i la quarta a tot el Japó. El novembre de 2004 va patir una intervenció quirurgica gàstrica. Takahashi seria reelegida com a governadora el 2007, 2011 i 2015, sent el governador de Hokkaido que més temps ha romàs al càrrec. Com a governadora, Harumi Takahashi va viure l'inici del progressiu despoblament de Hokkaido des de principis del segle XXI, la 34na Cumbre del G8 celebrada a Tōyako, la promoció del turisme internacional, la fallida econòmica del municipi de Yūbari o la reorganització del sistema de subprefectures. El 15 de desembre de 2018 Takahashi va anunciar que no es tornaria a presentar a la reelecció l'any 2019 i que optaria a un escó a la Cambra de Consellers del Japó aquell any, començant a militar al PLD el 18 de desembre de 2018. El 22 d'abril de 2019 va deixar el càrrec de governadora com a resultat de la finalització de la legislatura.

### Membre de la dieta (2019-)
Com ja va anunciar a finals de 2018, Harumi Takahashi va presentar-se com a candidata del PLD a la Cambra de Consellers del Japó per la circumscripció electoral de Hokkaido. El 21 de juliol de 2019 va ser elegida i ocupà el seu escó a la Dieta a Tòquio.